# Willard Sterling Boyle
Willard Sterling Boyle (19. srpna 1924 – 7. května 2011) byl americký fyzik, vědec a spoluvynálezce CCD čipu (charge-coupled device) narozený v Kanadě. Byl oceněn čtvrtinovým podílem Nobelovy ceny za fyziku za „vynález zobrazovacího polovodičového obvodu – senzoru CCD“ v roce 2009.

## Život a dílo
Narodil se v Amherst ve státu Nové Skotsko jako syn lékaře. Když mu byly tři roky, přestěhovali se do Quebeku se svým otcem a matkou Beatrice. Absolvoval domácí školu od své matky až do čtrnácti let, od kterých navštěvoval Montrealskou Lower Canada College aby dokončil středoškolské studium. Boyle navštěvoval McGill University, ale vzdělání přerušil v roce 1943, kdy jako člen Královského kanadského námořnictva nastoupil do bojů v druhé světové válce. Když skončila válka, najala si jej British Royal Navy kde studoval, jak přistát letadlem Spitfire na letadlové lodi.
Bakalářský titul získal v roce 1947, titul MSc v roce 1948 a PhD 1950 na McGill University.

## Dílo
V roce 1969 Boyle a George Elwood Smith vynalezli CCD., za který obdržel v roce 1973 od Institutu Franklin medaili Stuart Ballantine, v roce 1974 ocenění IEEE Morris N. Liebmann Memorial Award, v roce 2006 ocenění Charles Stark Draper Prize a v roce 2009 Nobelovu cenu za fyziku.
Když v únoru 2006 získali Boyle a Smith ze tento svůj převratný vynález ocenění Americké národní akademie ve výši $500 000 (po několika předchozích oceněních v rámci celého světa), Boyle vzpomněl, že práce na vynálezu CCD fakticky trvala zhruba pouhou hodinu, kdy nejprve se Smithem načrtli na tabuli několik obrázků, a pak prostě šli do laboratoře první jednoduché CCD zrealizovat.

## CCD

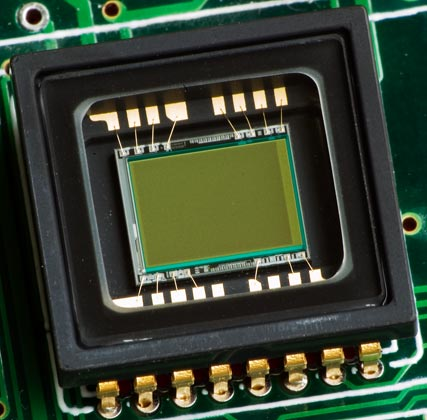
CCD čip ve fotoaparátu

CCD je elektronická součástka používaná pro snímání obrazové informace. Uplatnění má například ve videokamerách, digitálních fotoaparátech, faxech, scannerech, čtečkách čárových kódů, ale i řadě vědeckých přístrojů, jakými jsou například astronomické dalekohledy (včetně například Hubbleova teleskopu).
Zkratka CCD pochází z anglického Charge-Coupled Device, což v překladu znamená zařízení s vázanými náboji.